# Stephan Keppler
Stephan Keppler (ur. 1 lutego 1983 w Monachium) – niemiecki narciarz alpejski.
Specjalizuje się w konkurencjach szybkościowych Zjazd, Supergigant i Superkombinacja. Największym jego osiągnięciem jest drugie miejsce w supergigancie w ramach PŚ, które zdobył 17 grudnia 2010 roku we włoskiej Val Gardenie.
W igrzyskach olimpijskich startował tylko raz było to w Vancouver. Zaś dwukrotnie brał udział w mistrzostwach świata było to w Åre i w Val d’Isère.

## Osiągnięcia

### Igrzyska olimpijskie
| Igrzyska olimpijskie | Miejsce  | Data           | Konkurencja     | Rezultat    |
| -------------------- | -------- | -------------- | --------------- | ----------- |
| Vancouver 2010       | Whistler | 15 lutego 2010 | Zjazd           | 24. miejsce |
| Vancouver 2010       | Whistler | 21 lutego 2010 | Superkombinacja | 24. miejsce |

### Mistrzostwa świata
| Mistrzostwa Świata | Miejsce     | Data          | Konkurencja     | Rezultat   |
| ------------------ | ----------- | ------------- | --------------- | ---------- |
| Åre 2007           | Åre         | 6 lutego 2007 | Supergigant     | 37.miejsce |
| Val d’Isère 2009   | Val d’Isère | 4 lutego 2009 | Supergigant     | 24.miejsce |
| Val d’Isère 2009   | Val d’Isère | 7 lutego 2009 | Zjazd           | 15.miejsce |
| Val d’Isère 2009   | Val d’Isère | 9 lutego 2009 | Superkombinacja | 20.miejsce |

### Puchar Świata

#### Miejsca w klasyfikacji generalnej
- 2005/2006 – 128.
- 2006/2007 – 65.
- 2007/2008 – 116.
- 2008/2009 – 117.
- 2009/2010 – 86.
- 2010/2011 –

#### Miejsca na podium w zawodach
1. Val Gardena – 17 grudnia 2010 (supergigant) – 2. miejsce